# 洗川雄司
洗川 雄司（あらいかわ ゆうじ、1977年6月16日 - ）は、ニッポン放送CP局報道スポーツコンテンツセンタースポーツ部のアナウンサー。

## 来歴
長崎県五島市・福江島出身。小学生時代の早い段階でプロ野球のナイター中継を視聴していたが、当時は長崎県域の民放テレビ局が2局しか存在しておらず、放送時間内に試合結果が判明しないので、ラジオのナイター中継で聞いた深澤弘の実況に憧れを持ち、小学校3、4年生位からラジオ実況の真似をするようになりアナウンサーを志す。逸見政孝ブームに乗っかり、逸見が早稲田大学アナウンス研究会の出身だったことや、当時は民放局傘下のアナウンススクールも所在して無かったので早稲田大学社会科学部に進学し、在籍中はアナウンス研究会に所属した。アナウンス研究会の先輩に元ニッポン放送、フジテレビアナウンサーの福永一茂、同期に文化放送アナウンサーの高橋将市がいる。大学時代は文化放送にて野球中継のスコア付けアルバイトをしており、就職活動で民放放送局をキー局、準キー局、基幹局等を多数受験したが、内定を得られなかったため就職浪人して、再度就職活動を行った結果、2001年3月、同大卒業後の同年4月、ニッポン放送に入社。
入社直後の8日目に当たる2001年4月9日、局内の会議室で発声練習をしている最中に『テリー伊藤のってけラジオ』のディレクターが乱入し、突如番組を放送している生放送スタジオに連れて行かれ、担当アナウンサーが不在だった番組内コーナーである「ショウアップナイター一番ノリ!」の『ショウアップナイター』番宣アナウンスを突然担当させられ、これが初鳴きとなった。その後、同年7月7日に『Jリーグ totoゴール・スタジアム』の取材で1stステージ 第13節の横浜F・マリノス×ジュビロ磐田の裏送り原稿用の実況を担当し、そのままジュビロの1stステージ優勝実況を担当。そのまま、同年10月からJリーグ中継関連の情報番組である、『Jリーグ totoゴール・フラッシュ!』のパーソナリティを担当。また、入社翌年の2002年、NPB主幹試合で実況デビューしてないのに関わらず、当時のスポーツ部副部長から同局が独占中継権を取得したMLB中継の実況担当となり、5ヶ月間通訳が付かない状態でアメリカ合衆国に派遣された。
以後、NPBの試合でも実況デビューし『ショウアップナイター』の実況を担当。また、ジャパンコンソーシアムの派遣として2006 FIFAワールドカップドイツ大会、2012年ロンドンオリンピック、2020年東京オリンピックでは、サッカー 女子 グループステージチリ×日本、普段実況を行わない卓球男子シングルス準決勝、男子団体準決勝、女子団体決勝、バドミントンのラジオ実況を担当した経験がある。

## 人物
- 公称の身長が157cm[1][2]で小学6年から身長の成長が止まっている。そのため、同じく身長が150cm台である、同局アナウンサーのひろたみゆ紀と並んでも変わらない位である[8]。
- 趣味が公衆浴場巡りで、退勤後の巷の銭湯で自身の番組が流れて来ることに言及している。また、グラビアやアダルトビデオにも造詣が深く、Japan Adult Expoにも毎年通っていた[9]。そのため、Twitterのハンドルネームにもされている「エロイ川」と呼称される。『ショウアップナイター』アナウンサーブログでは、2007年から毎年年末恒例の『えろいかわグランプリ 記念大会』として独断と偏見で決めた、グラビアアイドルやAV女優のNo.1を選出している。

## 出演番組

### 現在
- ニッポン放送ショウアップナイター - 『プレイボール』や『ショウアップスポーツ』を洗川が担当する場合、冒頭に「今日も、お疲れさまでした」を枕詞として付ける。
- Jリーグ RADIO
- 日曜競馬ニッポン→競馬中継（『土田晃之 日曜のへそ』にて内包）（年に数回GI競走の実況を担当する。）

### 過去
- Jリーグ totoゴール・フラッシュ!
- ショウアップナイターニュース
- メジャーリーグ中継
- 板東英二のプロ野球バンバン伝説（アシスタント） - 2014年10月4日 - 2020年6月29日
- 地元いーとこショウアップ!（パーソナリティ） - 2016年10月2日 - 2017年3月26日
- 松本ひでおのショウアップナイターストライク!（松本ひでおアナウンサーの代打）
- 松本ひでおのショウアップナイターネクスト（松本ひでおアナウンサーの代打）
- 梅津弥英子のやえらじ（アシスタント） - 2019年5月2日
- DAYS※東島衣里欠席時のパーソナリティ代理 - 2019年10月31日
- ショウアップナイターバッテリー（スポーツニュース担当）
- 飯田浩司の「声だしていこー。」（スポーツニュース担当）
- 土田晃之のFOOTBALLER'S HIGH（インフォメーション担当）
- 金曜ブラボー。（「フライデーJリーグ」コーナー担当） - 2015 - 2017年度
- 今夜もオトパラ!（スポーツニュース、「実況!オトナのパラダイス」※2014年度）
- 夢はハリウッド!KU・RO・HU・NEプロジェクト（ナレーション）
- ショウアップスポーツ（木曜日）
- 松本ひでお 情報発見 ココだけ（スポーツニュース担当）
- 安東弘樹 Let’s Go Friday（スポーツニュースショウアップ担当） - 2020年11月13日 - 2021年3月19日

## CM
- アニマックス
- 森永製菓
- 三菱UFJ信託銀行
- フロリダグレープフルーツ